# Lalla Carlsen
Pour les articles homonymes, voir Carlsen.
Haralda Petrea Christensen, connue sous le nom de scène Lalla Carlsen (née le 17 août 1889 à Svelvik et morte le 23 mars 1967  à Oslo) est une chanteuse et actrice norvégienne.

## Biographie
Lalla Carlsen est considérée comme étant une légende du cabaret norvégien.

## Filmographie partielle
- 1927 : Den glade enke i Trangvik (en) de Harry Ivarson
- 1953 : Brudebuketten (en) de Bjørn Breigutu
- 1955 : Bedre enn sitt rykte (en) de Edith Carlmar
- 1959 : Støv på hjernen (film, 1959) (en) de Øyvind Vennerød
- 1961 : Bussen (film) (en) de Arne Skouen
- 1964 : Alle tiders kupp (en) de Øyvind Vennerød

## Source de la traduction
- (en) Cet article est partiellement ou en totalité issu de l’article de Wikipédia en anglais intitulé « Lalla Carlsen » (voir la liste des auteurs).